# Betty Heidler
Betty Heidler (Berlin, 1983. október 14. –) német olimpiai ezüstérmes és világbajnok kalapácsvető.

## Pályafutása
A 2007-es oszakai világbajnokságon aranyérmes lett, miután mindössze két centiméterrel dobott nagyobbat a szám döntőjében mint a kétszeres világbajnok Yipsi Moreno. 2009-ben Berlinben második lett a lengyel Anita Włodarczyk mögött. Betty a döntőben hetvenhét méter tizenkét centimétert dobott, mely új német rekordnak számított.
2011-ben 79,42 méteres dobásával megdöntötte Anita Włodarczyk világcsúcsát, amelyet 2014-ig tartott meg.
2012-ben a londoni olimpián harmadikként végzett, de miután az előtte lévő orosz Tatyjana Liszenkot doppingvétség miatt kizárták, ezüstérmet kapott.

## Egyéni legjobbjai
- 79,42 méter